# 塞浦路斯站 (羅馬)
塞浦路斯站（義大利語：Cipro）是羅馬地鐵A線的一個車站，於1999年開始使用。車站的名稱意思是塞浦路斯。在1991年時，羅馬市政府曾經計劃將該站命名為莫斯科站，以回應莫斯科地鐵的羅馬站。